# Kastell Frankopan
Das Kastell Frankopan befindet sich im Zentrum der Stadt Ogulin in der Gespanschaft Karlovac, direkt an der Schwinde, am Fluss Dobra. Es gehört zu den bedeutendsten Denkmälern der Renaissance in Kroatien. Die noch heute erhaltene Wasserburg wurde 1500 erstmals urkundlich erwähnt und befand sich im Besitz der Frankopanen. Von der lokalen Bevölkerung wird sie einfach auch Stari grad (deutsch: Altstadt) genannt.

## Geschichte
Während den Türkenkriegen wurde im Jahr 1493 die nahegelegene mittelalterliche Stadt Modruš zerstört und die Bevölkerung vertrieben. Im Zuge dessen entstand das Kastell Frankopan, welches von Bernardin Frankopan gegen Ende des 15. Jahrhunderts errichtet wurde. Durch die weitere Bedrohung der Türken entstand damals diese Burganlage und wurde eine der wichtigsten militärische Objekte zur Verteidigung gegen das Osmanische Reich. Während des Baus wurde auch die Burgkapelle des Heiligen Peter errichtet.
Nach Fertigstellung des Kastells, wurden Siedlungen von Vertriebenen durch die Osmanen aus umliegenden Dörfern, hier gegründet. Somit entstand zur Hälfte des 16. Jahrhunderts die Marktgemeinde Ogulin. Im Jahr 1553 wurde das Kastell von den Habsburgern, zur Zeit des Kaisers des Heiligen römischen Reiches unter Ferdinand I., durch seine Truppen besetzt. Seit dem Jahr 1570 war es der Sitz des 13. Grenzkommandos, das als eines der wichtigsten militärischen Stützpunkte unter der Verwaltung der Militärgrenze galt.
Von 1746 bis zur Auflösung der Militärgrenze im Jahr 1873 war Ogulin mit dem Kastell das Zentrum des Grenzinfanterieregimentes Nr. 3, und die Festung, die dadurch die Funktion als Verteidigungsanlage verloren hatte, wurde 1865 in ein Gefängnis umgewandelt. Während dieser Zeit, im Jahr 1830 wurde der spätere Ban von Kroatien und Feldherr Josip Jelačić zum Unterhauptmann des Grenzregiments ernannt. Gleich am Anfang seiner Funktion in diesem Bereich erhielt er das Kommando über eine Kordun-Kompanie, die sich in Drežnik nahe der damaligen türkischen Grenze, dem heutigen Bosnien, befand.
Der spätere Staatspräsident von Jugoslawien und Parteichef der jugoslawischen Kommunisten Josip Broz Tito wurde wegen der Verbreitung und Propagierung kommunistischer Ideen in Kraljevica, zusammen mit einer Gruppe von anderen Gleichgesinnten, zu sieben Monaten Haft in Ogulin verurteilt. Nach einem Berufungsurteil verbüßte er im Gefängnis des Kastells ab 1933 seine viermonatige Haftstrafe.

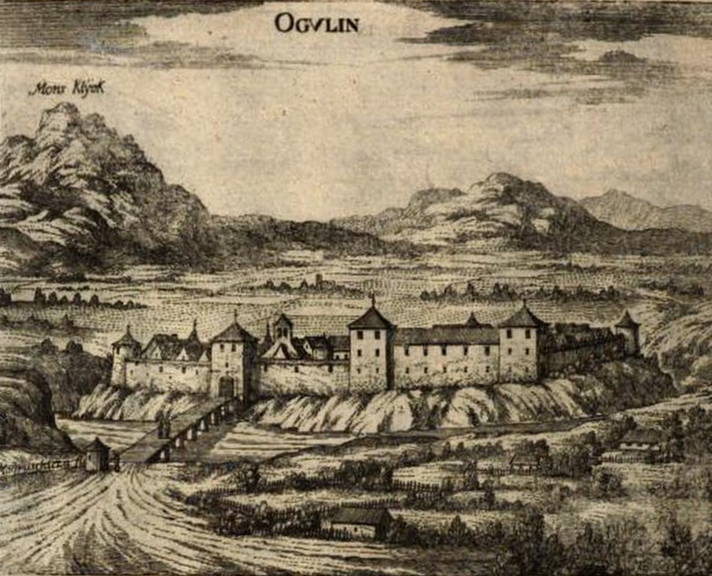
Kastell Frankopan im Jahr 1689
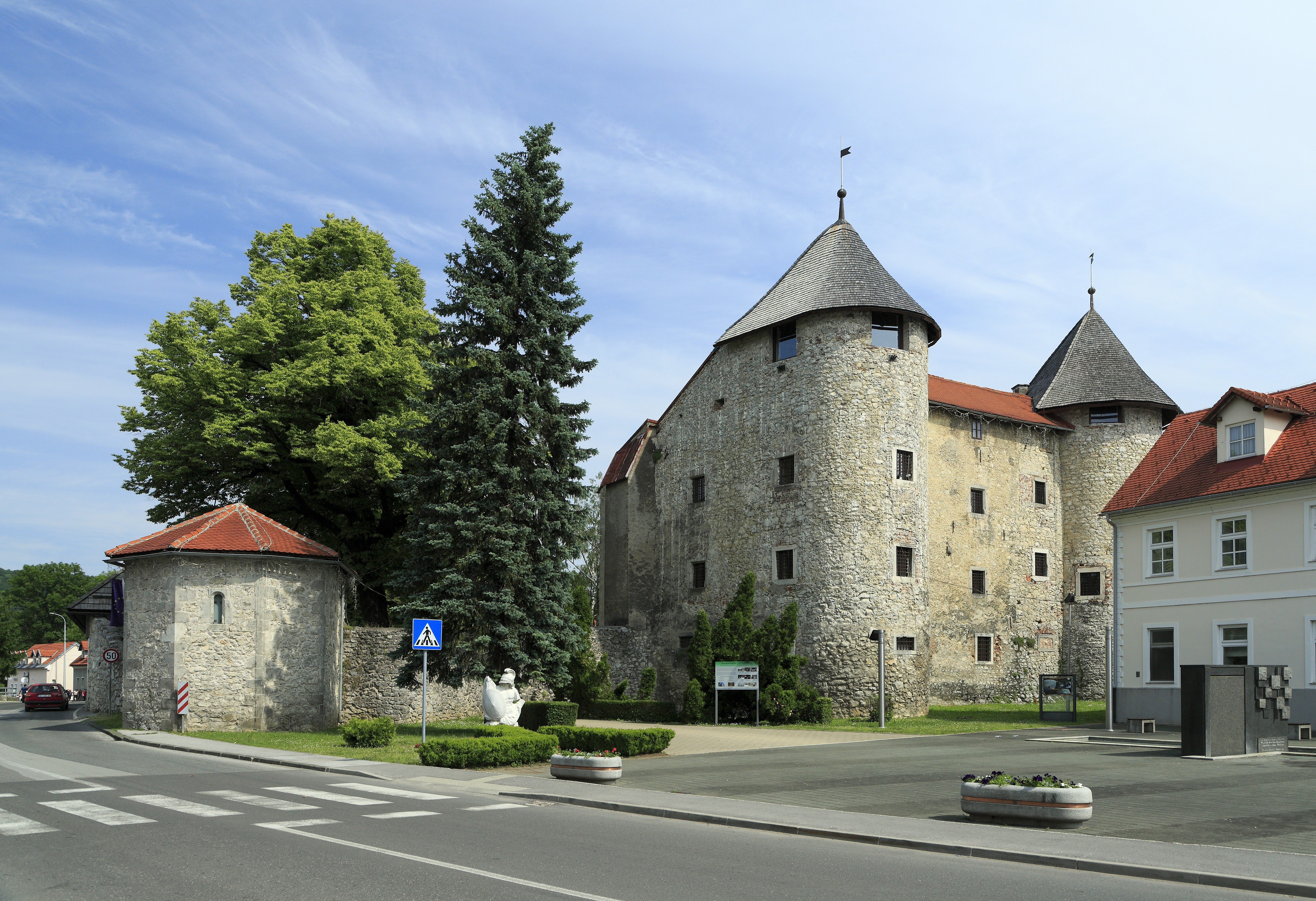
Kastell Frankopan
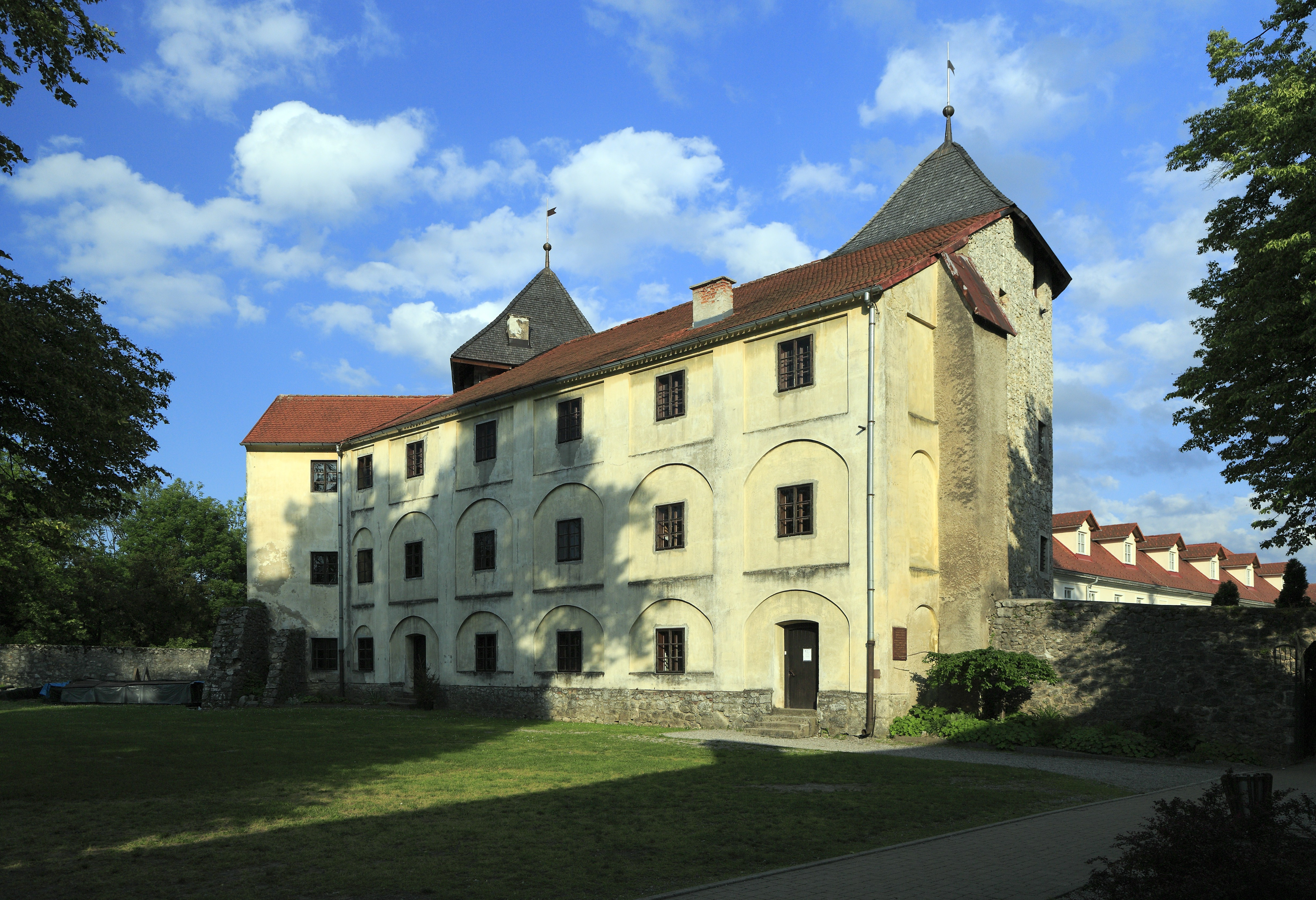
Innenhof des Kastells
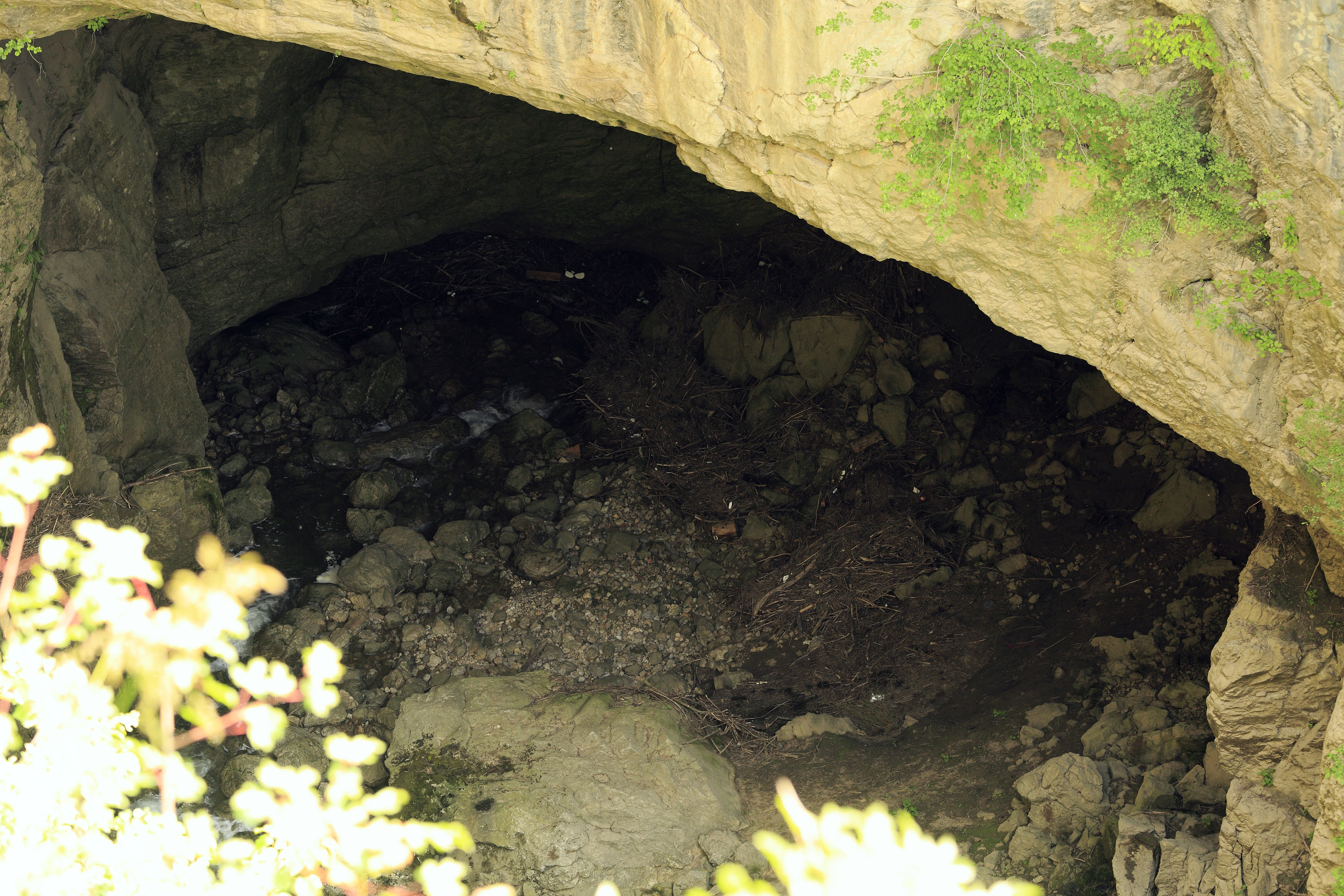
Schwinde Ðulin ponor
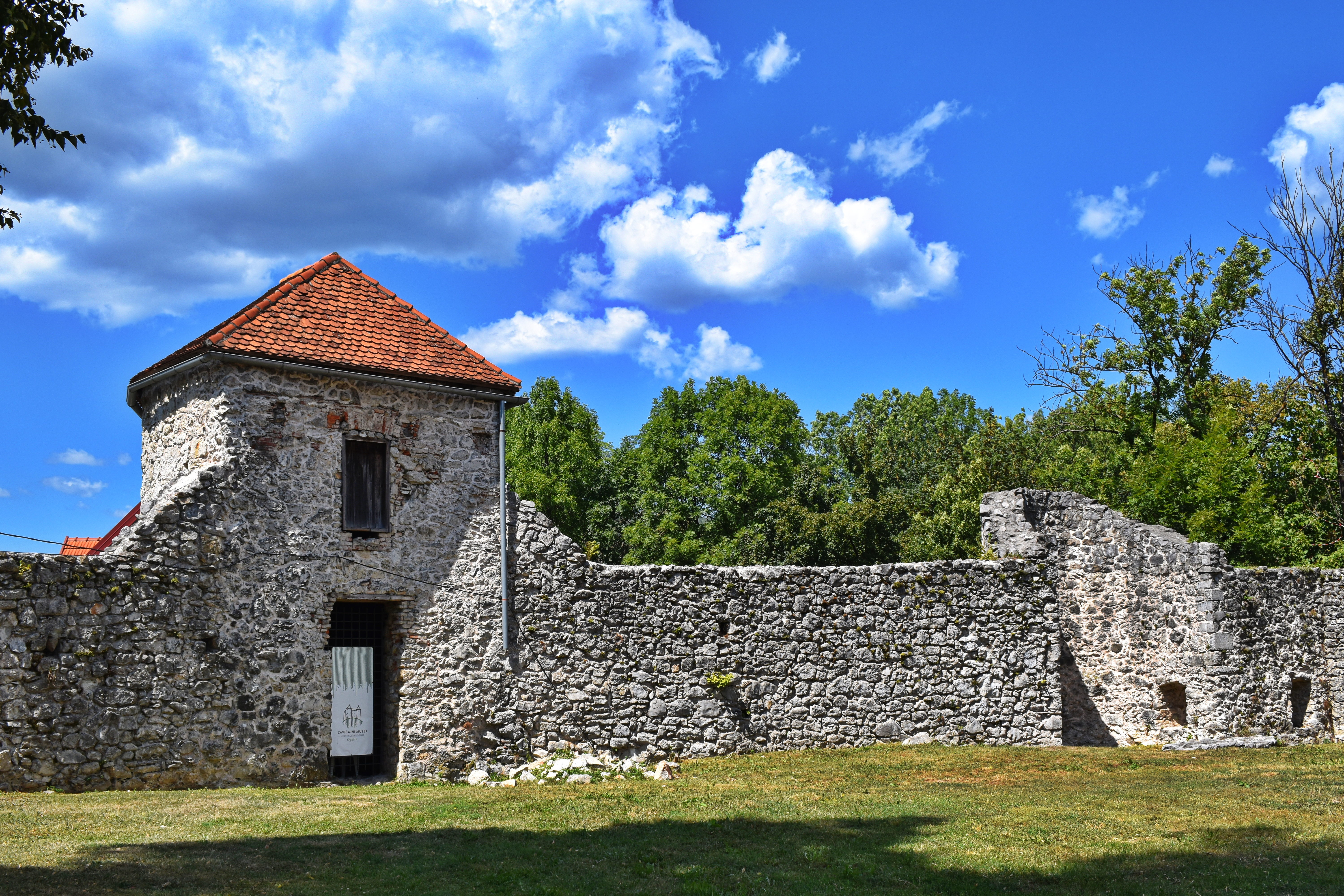
Wehrmauern des Kastells
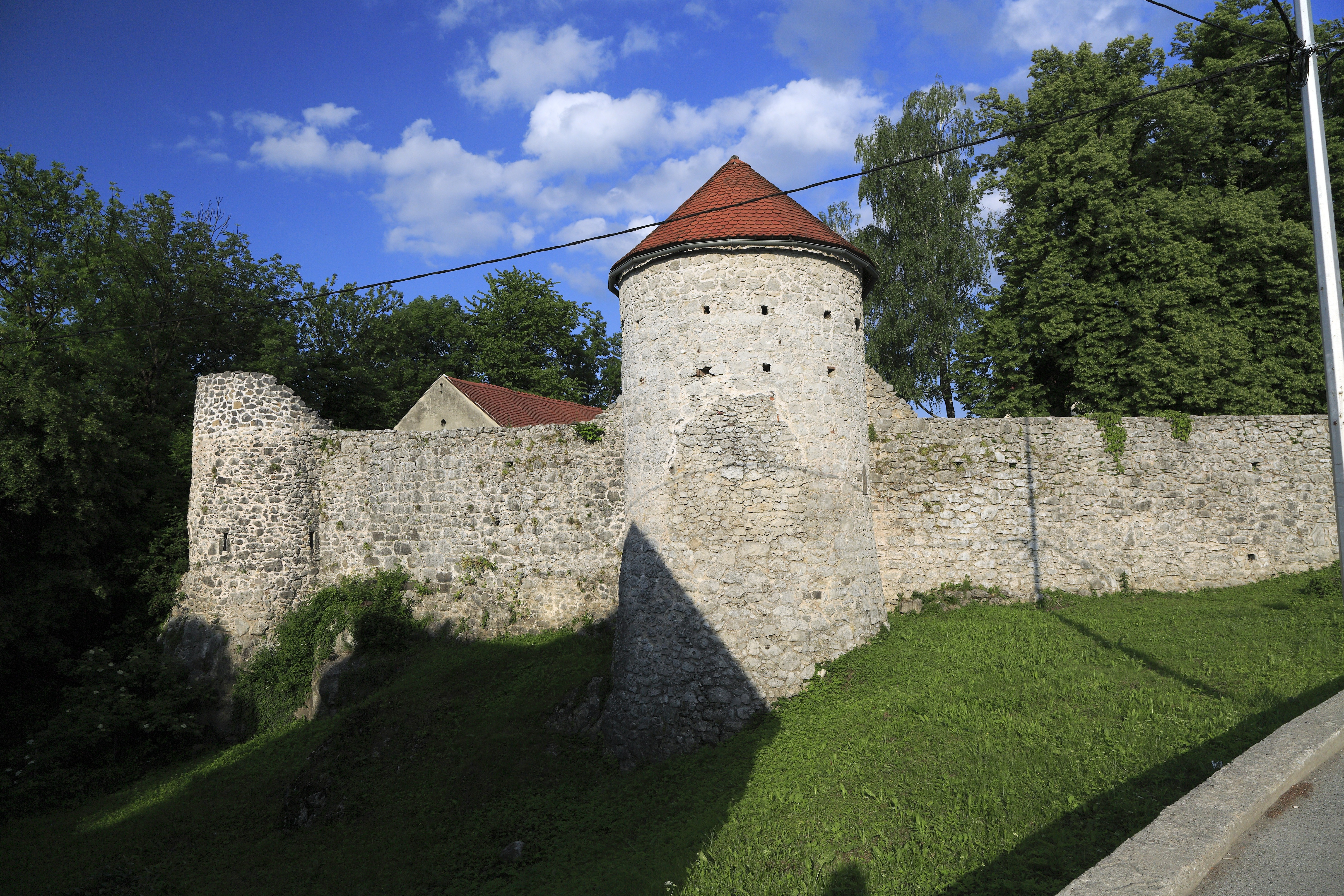
Ringmauern an der Westseite